# Hodgyai László
Hodgyai László (Csíkszereda, 1992. január 18. –) romániai magyar labdarúgó, posztját tekintve csatár. Jelenleg az FK Csíkszereda játékosa.

## Pályafutása
A csíkszeredai születésű Hodgyai fiatal éveiben a VSK Csíkszereda, majd az ASA Târgu Mureș csapatának játékosa volt, 2012. augusztus 16-án írt alá a Ferencvárosi TC-hez egy plusz két évre.
A 2013 januárjában magyar állampolgárságot kapó csatár főként a zöld-fehérek 
tartalékcsapatában kapott lehetőséget, illetve kölcsönben szerepelt az NB II-es Soroksárnál is, ahol 15 bajnokin kétszer volt eredményes. A Ferencváros második csapatában 52 találkozón nyolcszor talált az ellenfelek kapujába. 2016 júliusában a román bajnokság élvonalában szereplő CFR 1907 Cluj igazolta le. Fél év után visszatért Magyarországra, a másodosztályban szereplő Aqvital FC Csákvárhoz írt alá fél évre.
Fél év alatt 12 bajnokin egy gólt szerzett a másodosztályú együttesben, majd 2017 nyarán, szerződése lejárta után a román harmadik ligában szereplő FK Csíkszeredához szerződött.

## Külső hivatkozások
- Adatlapja a transfermarkt.com oldalon